# Щепкин, Николай Павлович
Никола́й Па́влович Ще́пкин (1825—1911) — русский общественный и государственный деятель; Уфимский губернатор (1882—1883), действительный статский советник.

## Биография
Родился в 1825 году в семье Павла Степановича Щепкина (1793—1836).
Окончил курс в Московском университете.
Служил в государственной канцелярии; участвовал в подготовительных работах к крестьянской реформе: заведовал изданием «Сведений о помещичьих имениях», участвовал в комиссии по отмене откупов и введению акцизной системы.
После обнародования Манифеста об отмене крепостного права от 19 февраля (3 марта) 1861 года был мировым посредником в Лихвинском уезде Калужской губернии; принадлежал к окружению известного губернатора Арцимовича. Отстаивая интересы крестьян, вызвал большие неудовольствия в среде дворян губернии и вскоре после отъезда Арцимовича из Калуги сложил с себя звание посредника.
С 1879 г. — главный тюремный инспектор. В 1880 г. вместе с сенатором Ковалевским проводил ревизию Уфимской и Оренбургской губерний, при которой раскрыл расхищение башкирских земель; был назначен губернатором в Уфу (1882—1883).
В 1884—1889 гг. — первый правительственный комиссар Кавказских Минеральных вод, переходивших тогда в казну; при нём был создан хирургический приёмный покой в больнице при Елизаветинской галерее, начали внедряться разводные грязевые ванны, устраиваться «в Пятигорске и Ессентуках особые грязевые отделения со всеми приспособлениями», благоустраивались парки, проводились гидрогеологические работы, в том числе на источнике № 17 в Ессентуках.
С 24 августа 1889 года входил в состав Саратовской учёной архивной комиссии. С 1894 года состоял председателем Петербургского тюремного комитета.
Умер в 1911 году.